# Akephaler Vers
Akephaler Vers (von griechisch ἀκέφαλος aképhalos, deutsch ‚ohne Kopf‘) bezeichnet in der antiken Metrik einen gegenüber dem Versmaß um die erste Silbe bzw. das erste Element verkürzten Vers.
Eine bekannte Form, in der akephale Verse häufig auftreten, ist der Limerick. Hier kann bei grundsätzlich anapästischem Versmaß die erste Silbe auch weggelassen werden, im Beispiel
Ein Kettenraucher aus Nizza,

der im Tank seines Wagens nach Sprit sah, …
im ersten Vers. In metrischer Notation mit ausgelassenen Silben in Klammern:
(◡)◡—◡(◡)—◡◡—◡

◡◡—◡◡—◡◡—◡
Ein Beispiel aus der Antike ist das Reizianum.